# Сихарулидзе, Сергей Васильевич
Сергей Васильевич Сихарулидзе (5 сентября 1913, Тифлис — 11 февраля 1983, Тбилиси) — советский футболист, тренер и футбольный судья.

## Спортивная карьера
Игрок
Начал играть в 1928 году в команде «ТТУ» (в то время команда трамвайного депо Тифлиса). В 1930—1932 выступал за команду «Арсрайона» Тифлиса. В 1933 выступал за «ТСПО» (Тифлиское сельское потребительское общество). В 1934—1936 выступал за команду «ЗИИ» (Закавказский индустриальный институт). С 1937 года играл за клуб «Локомотив». В группе «А» провел 20 матчей в сезоне 1938.
Судья
Судил класс «А» — провёл 6 матчей (1945—1947). Обслуживал, в качестве судьи на линии, Финал Кубка СССР по футболу 1945 года между ЦДКА — «Динамо» (Москва) (2:1).
Тренер
Тренировал тбилисские «ТТУ» и «Синатле».

## Достижения
Игрок
- лучший бомбардир «Локомотива» (Тбилиси) в 1937 году — 7 мячей

Тренер
- Обладатель Кубка СССР среди команд КФК (2): 1968, 1969
- Обладатель Кубка Грузинской ССР (2): 1968, 1969

## Клубная статистика
| Выступление         | Выступление      | Выступление      | Лига | Лига | Кубок | Кубок | Прочие | Прочие | Итого | Итого |
| Клуб                | Лига             | Сезон            | Игры | Голы | Игры  | Голы  | Игры   | Голы   | Игры  | Голы  |
| ------------------- | ---------------- | ---------------- | ---- | ---- | ----- | ----- | ------ | ------ | ----- | ----- |
| Локомотив (Тбилиси) | группа «В»       | 1937             | 8    | 6    | 2     | 1     | —      | —      | 10    | 7     |
| Локомотив (Тбилиси) | группа «А»       | 1938             | 20   | 3    | 1     | 0     | —      | —      | 21    | 3     |
| Локомотив (Тбилиси) | группа «Б»       | 1939             | 16   | 0    | —     | —     | —      | —      | 16    | 0     |
| Локомотив (Тбилиси) | Итого            | Итого            | 44   | 9    | 3     | 1     | —      | —      | 47    | 10    |
| Всего за карьеру    | Всего за карьеру | Всего за карьеру | 44   | 9    | 3     | 1     | —      | —      | 47    | 10    |